# Váradi Marianna
Váradi Marianna, dr. (Hajdúnánás, 1966. március 13. –) a Pécsi Nemzeti Színház magánénekese (szoprán). Az operán túl oratóriuménekesként is széles repertoárral rendelkezik. A Pécsi Tudományegyetem adjunktusa (DLA).

## Életpályája
- Tanulmányait a debreceni konzervatóriumi érettségije után — Budapesten, a Zeneakadémián végezte. Bende Zsolt és Andor Éva növendékeként diplomázott 1991-ben. Közben Weimarban többek között a világhírű német szoprán, Hanne-Lore Kuhse és Lore Fischer kurzusán vett részt, és ösztöndíjat kapott a Stuttgarti Nyári Zeneakadémiára, a világhírű karmestertől, Helmuth Rillingtől.
- Aktív hallgatóként vett részt, Rózsa Vera, Geszty Szilvia, Jevgenyij Nyesztyerenko, Anna Reynolds mesterkurzusain. * 1993-tól Adorján Ilona tanítványa.
- Zeneakadémiai tanulmányait követően, 2 évig ösztöndíjasa volt Budapesten az Operabarátok Egyesületének. Ez idő alatt Melinda és Norina szerepét énekelte a Magyar Állami Operaházban, utóbbival debütált Szegeden, 1991-ben.
- Oratóriuménekesként Bachtól, Andrew Lloyd Webber Rekviemjéig terjedő repertoárra tett szert s ezzel itthon és külföldön is sikerrel szerepelt.
- Klasszikus és romantikus szerzők (Haydn, Mozart, Beethoven, Brahms, Bruckner, Liszt, Dvorák, Verdi) mellett, a XX. századi komponisták, Kodály, Honegger, Bernstein és Richard Strauss műveivel Pécsett is hatalmas sikert aratott (Budvári Te Deum; Dávid király; Jeremiás szimfónia és Négy utolsó ének), valamint 2007 -ben Kurtág György: A megboldogult R.V.Truszova üzenetei című dalciklusát énekelte Pécsett, majd Budapesten a Művészetek Palotájában.
- A Pécsett is élő és alkotó szerző, Johann Georg Lickl (Lickl György) műveit énekelte („Világsztárok Pécsett” sorozat), EKF program keretében. Ez a koncert, Európa több országában egy időben került élő adásba a Bartók rádió közvetítésében.

## Oktatói munkája
- 2004-től oktat Kincses Veronika tanszékvezető meghívására, a PTE. Művészeti Kar magánének tanszékén. 2007 – 2009 között mesterkurzusokat tart a Bükki Művészeti Napok Nyári Zeneakadémián, majd az utódjaként létrejött Velencei-tavi Művészeti fesztivál Nyári Zeneakadémián. Zsűritagja volt az I. Nemzetközi Händel Énekversenynek 2007 évben.   2010-ben doktorált zenei előadó művészetből (egyéni felkészülőként), a budapesti Liszt Ferenc Zeneművészeti egyetemen, cum laude minősítéssel, Marton Éva, Csengery Adrienne, Pászthy Júlia, Perényi Eszter, Pogány Imola, Dolinszky Miklós, mint döntőtestület előtt.

## Operaénekesként

### A Pécsi Nemzeti Színházban (1992)
- Operaénekesi pályáját 1992-ben a Pécsi Nemzeti Színháznál folytatta.
- Szerepei között /Adina, Fiordiligi, Melinda, Norina, Violetta, Mimi, Musetta, Nedda, Rosina/ mind a drámaiakban, mind a vígoperaiakban kimagaslót, a Békés András rendezte Don Pasqualeban, Traviatában, a Horváth Zoltán rendezte Bohéméletben és Bajazzókban és a Balikó Tamás rendezte Sevillai borbélyban nemzetközi rangú alakítást nyújtott.
- Közben szerepelt Budapesten Haydn „Élet a Holdon” című operájában és vendégként Debrecenben, ahol Melinda, Suzanna és Pamina volt. Mozart Varázsfuvolájával a Pécsi Operakórus 1992-es turnéján Amerikában is nagy sikert aratott.

#### Nemzetközi karrierje
- 1993 és’95 között, dolgozott a Bayreuthi Ünnepi Játékokon ahol viráglány-cover volt.
- 1996—1998 a „Deutsche Oper am Reihn- Düsseldorf -— Duisburg” (Düsseldorf-Duisburgi Német Opera) tagja, ahol nemzetközi társulat tagjaként bizonyította ének és játéktudását. Humperdinck, Massenet, Mozart, Puccini, Rossini, Verdi, Wagner és Lehár szerepei mellett a Don Giovanni Zerlinája, a Bohémélet Musettája és a Sevillai borbély Bertája emelkedik ki.

#### Debreceni Csokonai Színház (2000)
- 2000-ben a debreceni társulat tagja. Erzsébetet énekelte Verdi Don Carlosában.

#### Pécsi Nemzeti Színház (2001)
- Ismét Pécsre szerződött, azóta is a legnagyobb szerepek megformálója, Rigoletto Gildájától, a Pillangókisasszonyon át, a Nagy Viktor rendezte Mozart Szöktetés a szerájból Konstanzájáig, Gounod Faust Margitig, valamint az immár slágerszerepnek számító Pamináig. Közben vendégként fellépett Budapesten az Új Színházban, a Don Giovanni Elvirájaként Selmeczi György rendezésében és Szegeden Mozart Figarojának Grófnőjeként.

## Színpadi szerepei

### A budapesti Állami Operaházban
- Erkel: Bánk bán- Melinda (r: - k: Cser Miklós)
- Donizetti: Don Pasquale- Norina (r:- k: Csányi Valéria)

### A Pécsi Nemzeti Színházban
- Donizetti: L’Elisir d’Amore – Adina (rendezte: Nagy Viktor - k: Hirsch Bence)
- Erkel: Bánk bán- Melinda (r: Békés András - k: Hirsch Bence)
- Donizetti: Don Pasquale- Norina (r: Békés András - k: Hirsch Bence)
- Verdi: La Traviata- Violetta (r: Békés András - k: Hirsch Bence)
- Verdi: La Traviata- Flora (r: Békés András - k: Hirsch Bence)
- Mozart: Cosí fan tutte- Fiordiligi (r: Fèlix László - k: Hirsch Bence)
- Puccini: Bohémélet- Mimi (r: Horváth Zoltán - k: Hirsch Bence)
- Puccini: Bohémélet- Musetta (r: Horváth Zoltán - k: Hirsch Bence)
- Leoncavallo: Bajazzók- Nedda (r: Horváth Zoltán - k: Hirsch Bence)
- Rossini: Sevillai borbély- Rosina (r: Balikó Tamás - k: Blázy Lajos)
- Verdi: Rigoletto- Gilda (r: Galgóczi Judit – k: Cser Miklós)
- Puccini: Pillangókisasszony- címszerep (r: Balikó Tamás – k: Cser Miklós)
- Mozart: Szöktetés a szerájból- Constanza (r: Nagy Viktor – k: Cser Miklós)
- Gounod: Faust- Margit (r: Nagy Viktor – k: Cser Miklós)
- Mozart: Varázsfuvola- Pamina (r: Keszég László – k: Somos Csaba, Cser Miklós)
- Mozart: Varázsfuvola- I. Dáma (r: Keszég László – k: Somos Csaba, Cser Miklós)
- Strauss J. : A Denevér-  Rosalinda (r: Halasi Imre – k: Somos Csaba, Cser Miklós)
- Verdi: La Traviata – Violetta (r: Szikora János – k: Somos Csaba, Cser Miklós)
- Offenbach: Hoffmann meséi- Antónia (r: Halasi Imre – k: Cser Miklós)
- Nicolai: Windsori víg nők- Frau Fluth (r: Toronykői Attila – k: Cser Miklós)
- Rossini: Boleyn Anna- címszerep (r: Somogyi Szilárd – k: Kesselyák Gergely, Cser Miklós)
- Puccini: Gianni Schicchi- Nella (r: Kerényi Miklós Gábor – k: Kesselyák Gergely)
- Vajda: Márió és a varázsló- Angioleri kisasszony (r: Kerényi Miklós Gábor – k: Somogyi-Tóth Dániel)
- Verdi: Falstaff- Alice Ford (r.: Nagy Viktor – k.: Kovács János, Oberfrank Péter, Vass András)
- Faragó: Antigoné- Eurüdiké (.: Rázga Miklós – k.: Bókai Zoltán)[2][3][4][5]

### ABudapesti Kamaraoperában
- Haydn: Il mondo della luna- Clarice (r: Maria von Grosschmid – k: Erdélyi Miklós, Déri András)
- Sáry László: In Sol –Asszony (r: Moldován Domokos – k: Selmeczi György)

### A debreceni Csokonai Színházban
- Mozart: Varázsfuvola- Pamina (r: Vámos László – k: Kocsár Balázs)
- Erkel: Bánk bán- Melinda (r: Lengyel György - k: Kocsár Balázs)
- Mozart: Figaro házassága- Suzanna (r: Lengyel György – k: Kocsár Balázs)
- Verdi: Don Carlos- Erzsébet (r: Lengyel György – k: Bartal László)

- Bayreuth

- Wagner: Parsifal - cover viráglány (r: Wolfgang Wagner– k: James Levine, Giuseppe Sinopoli)

### ADeutsche Oper am Rheinnél(Düsseldorf – Duisburg)
- Humperdinck: Hänsel und Gretel- Sandmännchen
- Massenet: Manon- Javotte (r: Christof Loy – k: Baldo Podic)
- Mozart: Don Giovanni- Zerlina (r: Adolf Dresen – k: Pesko Zoltán)
- Puccini: La Bohéme- Musetta (r: Werner Düggelin – k: Wen-Pin Chien)
- Rossini: Il barbiere di Siviglia- Berta (r: Maren Christenzen – k: Francesco Corti)
- Verdi: Aida- Priesterin (r: Pet Halmen – k: Ira Levin)
- Verdi: Il trovatore- Ines (r: Florian-Malte Leibrecht – k: Ira Levin, Martin Fratz)
- Wagner: Parsifal- Blumenmädchen (r: Kurt Horres –k: Hans Wallat)

### A budapesti  Új Színházban
- Mozart: Don Giovanni- Elvira (r: Selmeczi György – k: Selmeczi György)

### Szegedi Nemzeti Színház
- Mozart: Figaró házassága- Almaviva grófné (r: Galgóczi Judit – k: Bartal László)

#### Oratóriumok, pódium és koncertek
- 1989 –től folyamatosan( Magyarország, Ausztria, Németország, Japán, Amerikai Egyesült Államok, Svédország, Hollandia, Olaszország )

| - J.S.Bach: János passió - J.S.Bach: Máté passió - J.S.Bach: H-moll Mise - J.S.Bach: Karácsonyi Oratórium - J.S.Bach: Magnificat - J.S.Bach: Kantáta BWV 21 - J.S.Bach: Kantáta BWV 51 - J.S.Bach: Kantáta BWV 199 - Beethoven: Missa Solemnis - Beethoven: IX. szimfónia - Beethoven: Ah perfido…(zenekarral) - Berlioz: Messe solenne - Bernstein: I.„Jeremiah“ szimfónia - Brahms: Német Requiem - Bruckner: Messe F-moll - Bruckner: Te Deum - Charpentier: Te Deum - Carissimi: Jephta oratórium - Deppisch: Dove sono (koncertária ) - Dvorák: Stabat Mater - Fauré: Requiem - Fanshawe: African Sanctus - Händel: Messiás - Haydn: Paukenmesse - Haydn: Teremtés - Haydn: Krisztus hét szava a keresztfán - Haydn: Harmonie messe - Haydn: Nelson- mise - Honegger: Dávid király - Kodály: Budavári Te Deum - Kurtág: „A megboldogult R. V. Truszova üzenetei”, Op. 17. - Liszt: Esztergomi mise | - Lickl: Offertorium F-dúr (koncertária) - Lickl: Benedictus - Lickl: Aria in F-dúr - Mendelssohn: Éliás - Mendelssohn: Lobgesang - Mendelssohn: Paulus - Monteverdi: Vespro - Mozart: Davidde penitente - Mozart: Exultate, jubilate - Mozart: c-moll mise - Mozart: Missa Brevis B-dúr - Mozart: Koronázási mise - Mozart: Requiem - Orff: Carmina Burana - Pergolesi: Stabat Mater - Petrovics: III. Kantáta - Poulenc: Gloria - Puccini: Le Villi ( Anna ) - Rossini: Stabat Mater - Schubert: Esz-dúr mise - Schubert: G-dúr mise - Schubert: Der Hirt auf dem Felsen - Saint Saens: Requiem - Schütz: Karácsonyi oratórium - J.Strauss: Frühlingsstimmen-Walzer - R.Strauss: Drei Hymnen - R.Strauss: Négy utolsó ének - Szokolay: Kantáta („ Leben-Natur-Liebe „) - Sztravinszkij: Le Noce - Verdi: Requiem - Vivaldi: Gloria - Webber: Requiem |